# Hernialde
Hernialde è un comune spagnolo di 286 abitanti situato nella comunità autonoma dei Paesi Baschi.